# Antonio Zedde
Antonio Zedde detto Valente (Noragugume, 7 maggio 1942) è un fantino italiano.

## Carriera al Palio di Siena
Padre dei fantini Giuseppe Zedde detto Gingillo (vincitore del Palio di Siena nell'agosto 2008, nel luglio  2009 e nell'agosto 2018) e di Virginio Zedde detto Lo Zedde, è stato protagonista in Piazza del Campo nel corso degli anni settanta.
Dopo l'esordio nel luglio 1971 con l'Onda, Valente trionfa al suo secondo Palio, il 16 agosto 1972, correndo sempre sotto i colori dell'Onda. Partito male pur essendo in ottima posizione al canape, Valente (su Orbello) è costretto a inseguire Aceto che con l'Oca è in testa pur essendo partito di rincorsa. Tuttavia all'inizio del terzo giro di Piazza, Valente è già secondo all'inseguimento dell'Oca, sebbene con enorme ritardo. All'ultima curva di San Martino il colpo di scena: Aceto cade sbattendo contro il colonnino e Valente si ritrova in testa, approfittando anche della caduta della Giraffa che lo tallonava da dietro.
Dopo il trionfo del 1972, Antonio Zedde ha corso il Palio per altre dieci volte, riuscendo a bissare il primo successo nel luglio 1976 sotto i colori della Chiocciola, grazie al trionfo del proprio cavallo scosso Quebel. Valente infatti cade già alla prima curva di San Martino, seguito dai fantini di ben sei contrade. Da quel momento Quebel fa gara di testa, riuscendo a resistere all'attacco degli altri cavalli scossi e dell'unico fantino rimasto in sella fino alla conclusione del Palio, Aceto.

## Presenze al Palio di Siena
Le vittorie sono evidenziate ed indicate in neretto.
| Palio             | Contrada   | Cavallo          | Note   |
| ----------------- | ---------- | ---------------- | ------ |
| 2 luglio 1971     | Onda       | Gabria           |        |
| 16 agosto 1972    | Onda       | Orbello          |        |
| 17 settembre 1972 | Pantera    | Quartetta        | scosso |
| 2 luglio 1973     | Onda       | Tatiana          |        |
| 16 agosto 1973    | Giraffa    | Quadrivio        | scosso |
| 17 agosto 1975    | Oca        | Quadrivio        |        |
| 2 luglio 1976     | Chiocciola | Quebel           | scosso |
| 2 luglio 1977     | Lupa       | Teseo II         |        |
| 16 agosto 1977    | Chiocciola | Urbino de Ozieri |        |
| 2 luglio 1980     | Pantera    | Vittorina        |        |
| 17 agosto 1980    | Pantera    | Lamadina         |        |
| 7 settembre 1980  | Pantera    | Torquato Tasso   |        |